# Договір між СРСР і Чехословацькою Республікою про Закарпатську Україну
Договір між СРСР і Чехословацькою Республікою про Закарпатську Україну — договір підписаний 29 червня 1945 у Москві між СРСР і Чехословацькою Республікою (ЧСР).
Підписаний заступником голови Ради народних комісарів СРСР, наркомом закордонних справ В'ячесловом Молотовим і (за дорученням президента Чехословаччини) головою уряду Чехословаччини З. Фірлінгером та статс-секретарем МЗС Чехословаччини В. Клементісом. При підписанні були присутні: з чехословацької сторони — міністри уряду Л. Свобода, З. Неєдли, Г. Ріпка і Л. Прохазка, з радянської — Йосип Сталін, заступник наркома закордонних справ Андрій Вишинський, посол СРСР у Чехословаччині В. Зорін, представник уряду УРСР Петро Рудницький.
Зазначалося, що кордони між Словаччиною й Закарпатською Україною, які існували до 29 вересня 1938, із внесеними незначними змінами, є кордонами між СРСР і ЧСР, згідно з картою, що додавалася. Окремим протоколом до договору про оптацію особам української та російської національностей, які проживали на території Чехословаччини, та особам словацької і чеської національностей, що проживали на території Закарпатської України, надавалося право вибору між громадянством СРСР і громадянством ЧСР. Цим правом незабаром скористалося близько 10 тис. осіб з обох сторін.
Договір означав завершення возз'єднання українських земель в єдиній Українській державі і, незважаючи на певні негативні моменти й прорахунки в процесі його укладання, став закономірним, історично справедливим актом. Його було ратифіковано 22 листопада 1945 Тимчасовими національними зборами Чехословаччини, 27 листопада 1945 — Президією Верховної ради СРСР.
22 січня 1946 Указом Президії Верховної ради СРСР була утворена Закарпатська область у складі УРСР.